# Primera División de Chile 1956
Primera División de Chile 1956 vvar den chilenska högstaligan i fotboll för herrar för säsongen 1956, som slutade med att Colo-Colo vann för sjunde gången.

## Sluttabell
| Plac. | Lag                  | S  | V  | O  | F  | GM | IM | MSK | Poäng |
| ----- | -------------------- | -- | -- | -- | -- | -- | -- | --- | ----- |
| 1     | Colo-Colo            | 26 | 17 | 4  | 5  | 60 | 34 | 26  | 38    |
| 2     | Santiago Wanderers   | 26 | 12 | 9  | 5  | 44 | 32 | 12  | 33    |
| 3     | Rangers              | 26 | 11 | 9  | 6  | 39 | 31 | 8   | 31    |
| 4     | Unión Española       | 26 | 12 | 6  | 8  | 48 | 41 | 7   | 30    |
| 5     | Magallanes           | 26 | 9  | 11 | 6  | 44 | 39 | 5   | 29    |
| 6     | Everton              | 26 | 8  | 11 | 7  | 49 | 47 | 2   | 27    |
| 7     | Audax Italiano       | 26 | 9  | 8  | 9  | 40 | 41 | -1  | 26    |
| 8     | O'Higgins            | 26 | 8  | 10 | 8  | 41 | 43 | -2  | 26    |
| 9     | Palestino            | 26 | 10 | 5  | 11 | 52 | 52 | 0   | 25    |
| 10    | Green Cross          | 26 | 6  | 11 | 9  | 34 | 39 | -5  | 23    |
| 11    | Universidad de Chile | 26 | 8  | 5  | 13 | 38 | 45 | -7  | 21    |
| 12    | San Luis             | 26 | 6  | 7  | 13 | 28 | 35 | -7  | 19    |
| 13    | Ferrobádminton       | 26 | 5  | 9  | 12 | 33 | 51 | -18 | 19    |
| 14    | Santiago Morning     | 26 | 6  | 5  | 15 | 36 | 56 | -20 | 17    |

Santiago Morning flyttades ner inför säsongen 1957.
| Primera División Vinnare av Primera División 1956 |
| ------------------------------------------------- |
| Chile                                             |
| Colo-Colo 7:e titeln                              |